# ليلى عسيران
ليلى عسيران (1934- 2007)، من نساء لبنان اللواتي تركن أثرا في الصحافة والرواية والقصة القصيرة. وقد عملت من أجل قضايا الأمة العربية وكذلك قضايا المرأة اللبنانية والعربية.

## ولادتها وأسرتها
ولدت في مدينة صيدا في العام 1934 ميلادي، وهي زوجة رئيس مجلس الوزراء اللبناني الأسبق الدكتور أمين الحافظ، وابنها المهندس رمزي الحافظ، ناشر مجلة Lebanon Opportunities.

## نشاطاتها
ناشطة في مجال تحرير المرأة، وقد تبعت رؤية خاصة اقتنعت بها، وهي أن تمارس المرأة نضالاً مشتركاً مع الرجل، من أجل القضايا الوطنية العامة.

إضافة لذلك فهي من المتعاطفين مع حركات النضال العربية، خاصة القضية الفلسطينية وقد قضت إحدى الليالي في مخيم للمقاومة الفلسطينية، على ضفاف نهر الأردن. وقد كان لها مساهمة كبيرة بالقلم والفعل في يوميات المقاومة الفلسطينية منذ نشأتها.

## مؤلفاتها
تركت ليلى عسيران العديد من الرويات التي حكت فيها قصص قريبة للواقع من يوميات المعارك في المخيمات الفلسطينية على ضفاف نهر الأردن، إلى يوميات حرب 1967م، وصولاً إلى الكتابة عن بيروت ومعاناتها وغيرها من الخيبات العربية، حتى قيل أنّ ليلى عسيران هي مؤرخة الخيبات العربية. 

ومن مؤلفاتها:
1. لن أموت غدا
2. الحوار الأخرس
3. المدينة الفارغة
4. جسر الحجر
5. عصافير الفجر
6. خط الأفعى
7. قلعة الأسطى
8. الاستراحة
9. طائر من القمر
10. شرائط ملونة من حياتي.

## وفاتها
توفيت في 15 أبريل من العام 2007. نتيجة نوبة قلبية كانت قد نجت من إحداها قبل وفاتها.